# Montañas Khasi
Las montañas Khasi ( Khasi Hills ) son un grupo montañoso del noreste de la India, en Meghalaya, parte de la cordillera Garo-Khasi, y de la cordillera de Patkai en la ecorregión de los bosques subtropicales de Meghalaya.
El norte de las montañas va gradualmente al valle del Brahmaputra con una serie de sierras bajas cubiertas con densa jungla, pero la parte sur de la cordillera llega fácilmente a una altura de 1200 metros y forma una barrera al norte del valle del Surma. Esta parte formó una meseta de 1200 a 1800 metros con alturas como el monte Shillong de 1999 metros. El número de ríos y arroyos es considerable pero ninguno es importante ni sirve como medio de comunicación. Los principales son, en dirección norte, el Kapil, Barpani, Umiam o Kiling y Digru, todos desaguando al Kalang en Assam, y el Khri o Kulsi, en dirección sur el Lubha, Bogapani y Kynchiang o Jadukata.
La zona tiene un clima templado especialmente agradable en verano, y algo frío en invierno en las partes más altas, en general el clima es saludable. El árbol dominante es el Pinus khasya, un pino nativo que predomina sobre el resto, también hay grupos de robles, castaños, magnolios, hayucos y otros árboles. Los animales de la zona son elefantes, toros, tigres, osos, leopardos, perros salvajes, búfalos salvajes y varios tipos de cabras.
La región está habitada por pueblos de los Khasi. Una de sus capitales, Cherrapunji, se considera uno de los lugares más húmedos del mundo.
Actualmente forma tres distritos de Meghalaya pero anteriormente formó un solo distrito (Distrito de Khasi Hills) que existió entre 1972 y 1976. Antes de 1972 formaba un distrito de Assam llamado distrito de Khasi y Jaintia Hills. Del 1976 al 1992 existieron dos distritos, hasta que en 1992 el distrito de East Khasi Hills se separó del distrito de Ri Bhoi.